# Cancer (género)
Cancer es un género de crustáceos decápodos marinos, que incluye diversas especies de cangrejos familiares de la zona litoral, como Cancer magister y Cancer pagurus.

## Especies
- Cancer amphioetus M. J. Rathbun, 1898
- Cancer antennarius Stimpson, 1856
- Cancer anthonyi M. J. Rathbun, 1897
- Cancer bellianus Linnaeus, 1758
- Cancer borealis Stimpson, 1859
- Cancer branneri M. J. Rathbun, 1926
- Cancer edwardsii Bell, 1834
- Cancer gracilis Dana, 1852
- Cancer irroratus Say, 1817
- Cancer jordani M. J. Rathbun, 1900
- Cancer macrophthalmus (M. J. Rathbun, 1906)
- Cancer novaezealandiae (Jacquinot, 1853)
- Cancer magister Dana, 1852
- Cancer oregonensis (Dana, 1852)
- Cancer pagurus Linnaeus, 1758
- Cancer productus J. W. Randall, 1840